# 煮角
《「煮」角》（英語：CHEF CORNER）是香港now寬頻電視製作的飲食節目，2011年2月5日首播，逢週六晚上八時半在Now 101台播出，2011年6月19日首播，逢週日晚上八時半在Now香港台播出。
為了喚起觀眾對食物重新認識、如何尊重食物、尋找真味；本節目找來城中一批對食物/食製充滿熱情的廚師，以新鮮角度和思維，從選購食材的原則到烹調食材的手法，演繹「新世代飲食」態度，讓食物在廚房裡、餐桌上重新得到一份尊重。每集以一種食材為骨幹，主持在私家飲食天地中，邀請一群對飲食充滿熱情的「廚師團隊」，從食材生產源頭、食物文化、科學飲食原理、選購食材原則、不同烹調法等等，發掘飲食新睇法，分享獨有的飲食態度及藝術，肩負起尋找食物真味的任務。
第二輯在2012年2月4日首播，逢週六晚上七時半在Now 101台播出，2012年2月18日首播，逢週六晚上九時半在Now香港台播出，第二輯在「小煮角大招募」中誕生四位「小煮角」。五月的「小煮角至尊大賽」在澳門美高梅酒店舉行，最後Ryan Williams成為「小煮角至尊大賽」冠軍，率先預告八月的第二季「小煮角」。

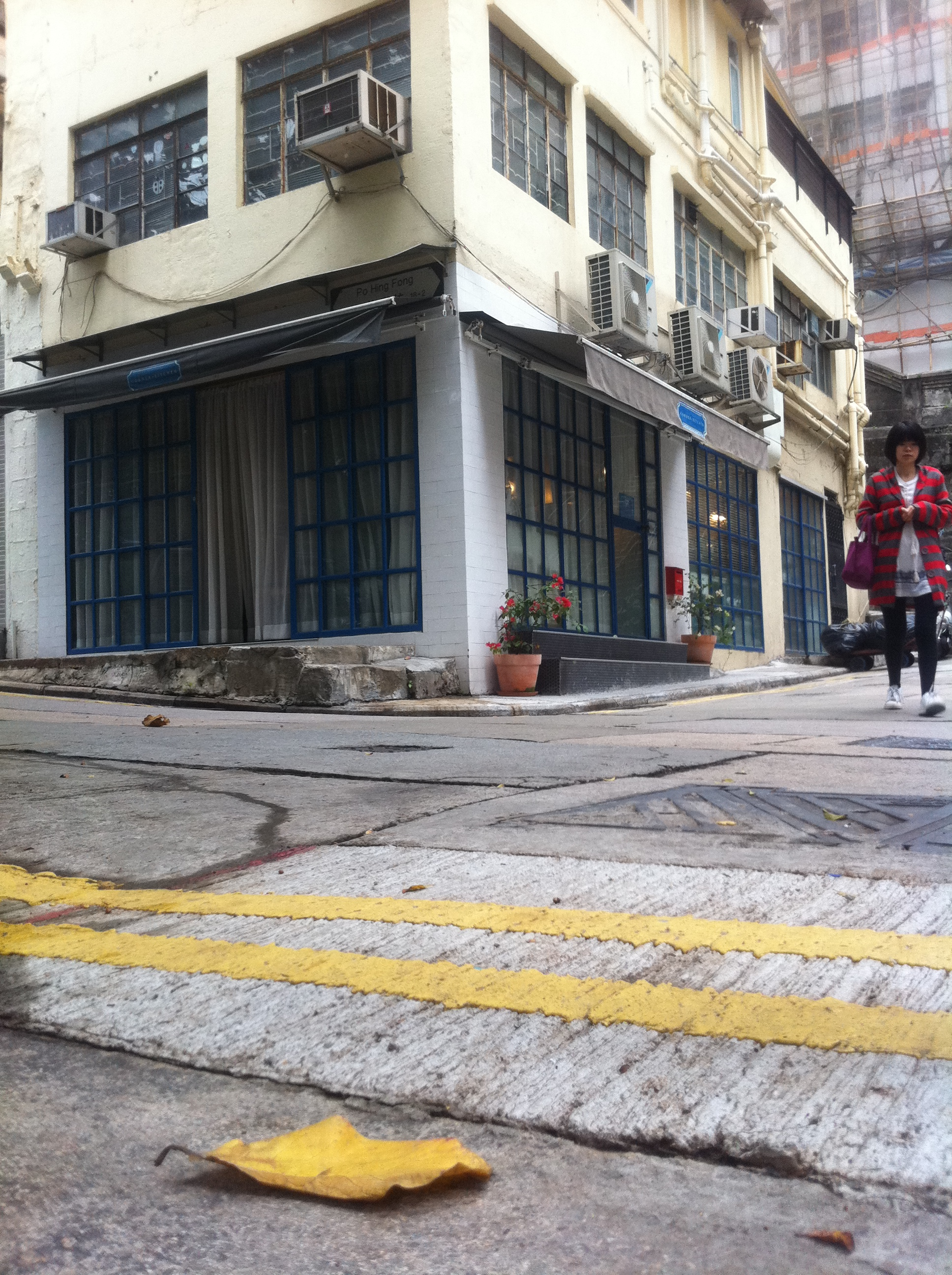
《「煮」角》外景場地（第二輯除外，於汀九取景）

節目亦在ViuTV重播。

## 每集內容
| 集數 | 播映日期                                    | 食材及主題                            | 嘉賓                             | 內容 |
| 001  | 2011年2月5日(101台) 2011年6月19日(100台)    | 雞蛋                                  | 溫拿樂隊                         | 一群對飲食充滿熱誠的「廚師團隊」，收工後，聚集在「CHEF CORNER」，分享獨有飲食態度和藝術，肩負尋找食物真味的任務。今集，他們以「雞蛋」為題，發掘這種食材不同面貌，示範用基本方法烹煮「完美溏心蛋」、「意大利蛋餅」，而廚師名家會泡製西遊記中的一道菜「冬瓜方蛋」 音樂蛋達人-方志雄                                             |
| 002  | 2011年2月12日(101台) 2011年6月26日(100台)   | 豬排                                  | 吳嘉龍                           | 據非正式統計，每個人首次接觸的豬肉製品有可能是豬扒。然而，豬扒的原味是什麼?它可以有幾多種的烹煮方法？是一眾廚師致力探討的問題。今集《煮角》，從一塊豬扒開始，透過「焗黑毛豬扒飯」、「椒鹽豬扒」，尋回箇中真味 現代養豬農-陳武池 三日三夜的古菜「炮豚」                                                                        |
| 003  | 2011年2月19日(101台) 2011年7月3日(100台)    | 海魚                                  | 溫超、杜如風                     | 香港人嗜吃魚，特別是海魚，貪其鮮味十足。今集廚師們會帶大家去漁市場天光墟尋找新鮮新奇好魚，又會直擊在工廠大廈海魚養殖場；同場示範如何泡製「法式焗荷包魚」、「豆腐花煮東星斑」，而新晉廚師ESTHER SHUM會為大家示範上海混合法國烹調法的「苔條鱈魚」 「食神」內的菜式「錦繡多味魚」                                                |
| 004  | 2011年2月26日(101台) 2011年7月10日(100台)   | 豆腐                                  | 劉浩龍、吳國敬                   | 由一粒黃豆，如何演變成為豆腐？豆腐家族成員有多少？什麼食材配合豆腐才是最美味？種種豆腐疑問，一一為你拆解。大廚RICKY會示範正宗「紅燒豆腐」，還會聯同CC、劉晉示範「風味鹽滷豆腐」；而新晉甜品師-SUKI HO向難度挑戰，泡製「豆腐TIRAMISU」 豆腐達人-羅孟慶 「射鵰英雄傳」內的一款經典菜「二十四僑明月夜」                          |
| 005  | 2011年3月5日(101台) 2011年7月17日(100台)    | 椒                                    | 黃柏高、陳霽平、黎淑賢           | 辣椒在大家眼中，可能是一位配角。不過，作為全世界最古老的香料，它提供給人類的不單是味道和氣味，更是一種近似痛楚的感官剌激。今集《煮角》各大廚師大顯身手，泡製出不同菜色，包括「椒椒椒慕士」、「油辣子羊肩」，更走訪四川口水汁達人麥栢勤，探視煮口水汁的技巧。                                                                  |
| 006  | 2011年3月12日(101台) 2011年7月24日(100台)   | 牛雜                                  | 卓韻芝、洪永城                   | 牛雜自古以來被認為是較低下的食材，不能放在餐桌上。一班<煮角>廚師為牛雜來個重新演繹和定位，發掘牛雜珍貴可愛之處。「紅酒和牛舌」可以發生怎樣的曖昧關係？「牛筋腩」和「柱侯醬」又如何產生奇妙的化學作用？一個「牛肚湯」如何展示出波蘭的飲食藝術？ 「甜麵包」又是個怎樣的經典牛雜大菜?                                            |
| 007  | 2011年3月19日(101台) 2011年7月31日(100台)   | 雞                                    | 單立文                           | 中國人食雞已有七千多年歷史，牠和我們有什麼恩怨關係？怎樣才可以吃到雞的原味？各位「煮角」藉着菜色帶出雞的不同面貌、不同個性。TONY的「海南雞飯」充滿熱帶風情，RICKY的「香草雞卷」令你重新認識冰鮮雞。 第一代私房菜主理人劉健威拆穿「鹽焗雞」假面具 「雞」重新認識文學名著「紅樓夢」                                             |
| 008  | 2011年3月26日(101台) 2011年8月7日(100台)    | 米                                    | 劉健威、周中                     | 一樣米養百樣人! 全世界有過半人口以米飯為糧食，各位「煮角」就以「意大利飯RISOTTO」、「韓國石頭窩飯」、「豬油撈飯」同埋「西班牙海鮮飯PAELLA」同你遊走半個地球。對米癡心一片的日本達人出口友洋示範一個非常飯糰。 型廚新力軍周志偉獻上「生炒荷葉飯」 RICKY跟徐蒝上演一場「米之對決戰」                                            |
| 009  | 2011年4月2日(101台) 2011年8月14日(100台)    | 羊                                    | 黃秋生                           | 世上過千種羊肉，單憑一個「羶」字，就令不少老饕為之著迷。今集煮角，就用普羅旺斯式羊架、羊羹、同穆斯林羊肉餅同大家闡釋「羊肉出自羊身上」呢個道理 「Cooking媽嫲」牧羊達人 滷肉丸和釀芽菜 |
| 010  | 2011年4月9日(101台) 2011年8月21日(100台)    | 芝士                                  | 郭秀雲                           | 芝士，這款奶類製品究竟有甚麼魔力瘋魔全世界人類，甚至連卡通片裡的老鼠也要千方百計去得到它呢？今集《煮角》，有港式「芝士焗龍蝦」、「法式芝士火腿三文治」，展現出芝士不同面貌 芝士達人Joshua Chu更即席做出奶味香濃的Mozzarella芝士 進入愛麗斯的童話世界，品嚐夢幻的「Cheshire Cat芝士奄列」                                      |
| 011  | 2011年4月16日(101台) 2011年8月28日(100台)   | 蠔                                    | 盧惠光、葉山豪、何華超           | 蠔有什麼魔力，可以吸引古今中外英雄豪傑、文人雅士食之而後快呢？ 蠔的家族又有多大呢? 怎樣食才可以品嚐到箇中滋味呢? 一班「煮角」特別以蠔炮製不同中西菜色-潮式蠔餅、WASABI SABAYON焗蠔、OYSTER SHOOTER、自製蠔油 「廚具達人」胡忠興教你自製金蠔 宋代經典蠔                                                                        |
| 012  | 2011年4月23日(101台) 2011年9月4日(100台)    | 咖喱                                  | 24味                             | 世界上的咖喱，款式多樣化，總有一款適合你。今集廚師們各顯身手，炮製不同款式咖喱，包括有馬來亞味道的「娘惹咖喱魚頭」、泰式風情的「咖喱角」、港式style的「炭燒港式咖喱海鮮」，還邀請了印度廚師示範正宗「雜菜MASALA」。 「VINDALOO」                                                                                              |
| 013  | 2011年4月30日(101台) 2011年9月11日(100台)   | 「冰室」                              | 余安安、泰迪羅賓                 | 「冰室」這個名字，對香港人絕對不陌生。從早餐到午餐到下午茶，大家總會有喜愛的食物。今集一眾廚師，聚首一堂，齊齊烹煮自己心目中最喜愛的冰室食物。菠蘿包、紅豆冰、茄汁燴意、西多士、炸蛋球、沙嗲牛肉麵，相信總有一款適合你口味。 「皇上皇飛機餐」                                                                                 |
| 014  | 2011年5月7日(101台) 2011年9月18日(100台)    | 蕃茄                                  | 葉念琛、陳嘉寶、蔡穎恩           | 番茄可以是蔬菜，又可以是生果?今集煮角，一眾廚師決定中西合壁，為番茄揭開層層面紗!先有中式代表西紅柿蛋滷面打頭陣，再有西方佳麗以番茄蟹肉仁稔甾沙律、番茄凍湯會友!少不了走出廚房，踏入番茄達人黃零的農莊，品嚐番茄的原始風味。 祖傳愛情果醬汁                                                                                    |
| 015  | 2011年5月14日(101台) 2011年9月25日(100台)   | 河魚                                  | C君、陳穎楠                      | 你對魚了解有幾多? 怎樣才可將淡水魚由頭食到尾? 一班「煮角」將淡水魚煎皮拆骨做成「上海燻魚」、「潮式魚皮」、「海鮮慕絲釀筍殼」，肥仔到有機魚塘即場煮「豉油王煎焗魚頭」及「魚腸煎蛋」，還有泰國廚師示範「明爐桂花魚」及「酸辣炸魚鬆」。 「新抱鰣魚」                                                                             |
| 016  | 2011年5月21日(101台) 2011年10月2日(100台)   | 鴨                                    | 盧頌之、趙慧珊、何思諺           | 鴨，一種看似不及雞般合家歡，也不及鵝般矜貴的家禽，這種向來不能在飯枱坐正，幾乎被充當二奶角色的菜餚，其「風騷魅惑」反而勾引了各國的一級大廚，並將牠捧為頂級菜餚﹕中國的北京填鴨及法國的血鴨，可謂無出其佑。 「法國油封鴨腿」 「港式燒鴨瀨粉」 「鴨肝焦糖燉蛋」                                                                 |
| 017  | 2011年5月28日(101台) 2011年10月9日(100台)   | 麵條                                  | 劉以達、曹惠蘭                   | 宵夜最愛的食物，睇波最佳的良伴 – 麵條，一種常伴大家左右，種類及烹調方法千變萬化的食材，今集一眾廚師聚首一堂，將麵條的多元化呈現大家眼前，由童年回憶的豉油皇炒麵，乾炒牛河，到走異國風的海鮮喇沙，伊朗麵條甜品。 經典食譜「隨緣食單」的「鰻麵」                                                                                |
| 018  | 2011年6月4日(101台) 2011年10月16日(100台)   | 菇菌                                  | 金培達、趙增熹                   | 菇菌既非植物，亦非動物，但偏偏就擁有一種攝人的味道，令全世界都為「她」著迷。今集煮角，就把菇菌來個大變身，先有雞油菌和牛肚菌焗多士及做一道清湯 種菇達人以及菇菌專家-「WINNIE THE 菇」 「口磨燴雞」 |
| 019  | 2011年6月11日(101台) 2011年10月23日(100台)  | 蝦                                    | SOLER                            | 彈力十足的蝦，今集蹦蹦跳跳進廚房！這種食材無論煎炒煮炸都很好吃，被形容為廚師的良伴，在飯桌上更是人見人愛，會很快被搶吃得乾乾淨淨！今次蝦落到我們的廚師手中，將會施展魔法變變變 茄汁蝦碌 西班牙的經典拌酒小食蒜片蝦及法國的蝦慕絲焗蝦 「紅娘自配」                                                                             |
| 020  | 2011年6月18日(101台) 2011年10月30日(100台)  | 洋蔥                                  | 恭碩良、尹子維、黃芝琪           | 洋蔥的味道辣中帶甜，猶如人生的起伏跌宕。一班「煮角」以不同風格的洋蔥菜色展現洋蔥的人生。 輕脆的「洋蔥圈」、傳世經典的「法式洋蔥湯」、香濃誘人的「洋蔥南乳焗雞」、別有風味的ONION CASSEROLE。 乾隆「氹女仔」菜色「滴非雅則」                                                                                                   |
| 021  | 2011年6月25日(101台) 2011年11月6日(100台)   | 螺                                    | 陸永                             | 假如螺在你心中等同東風螺、花螺，證明你對這種生物的了解等於零，今集徐蒝將會陪同捉螺達人出海，在香港海域尋覓多種怪螺。 另外，一眾廚師將會泡製多種螺的菜式，由經典菜式: 法國蝸牛、辣酒煮花螺，到變奏版的: 怪香田螺，周打螺肉蜆湯。 而「螺螄粉」                                                                                  |
| 022  | 2011年7月2日(101台) 2011年11月13日(100台)   | 粟米                                  | 陳嘉容                           | 南方稻米、北方粟米。今集煮角，就讓一眾廚師將粟米「煎、炒、煮、炸」，食盡粟米真味!放下罐頭湯，用新鮮粟米炮製原味粟米湯；再來一客粟米墨魚餅和不一樣的粟米肉粒飯，加上粟米梳乎厘，中西合壁將粟米這個食材發揮得淋漓盡致。另外，我們會走訪粟米達人，香港最具規模的粟米田 墨西哥經典菜- 粟米粽                                      |
| 023  | 2011年7月9日(101台) 2011年11月20日(100台)   | 椰子                                  | 杜宇航、陳嘉桓                   | 椰子除了做甜品， 亦可以以不同面貌烹煮成不同菜色。今集劉晉、CC、TONY分別用椰子做成沙律、椰撻及咖央醬。灣仔三寶JACKY YU（余健志）、RICKY、MARGARET以椰子合奏一次「戀COOK一夜情」，3大高手過招，不容錯過。 MARGARET的：「荒島椰子野雞」                                                                                          |
| 024  | 2011年7月16日(101台) 2011年11月27日(100台)  | 檸檬                                  | 周柏豪                           | 食檸檬不一定是壞事，說不定還有意外驚喜，今集一眾廚師發揮無限創意，用檸檬設計成一個包含前菜、小食、主菜、甜品的Full Menu: 青豆檸檬沙律配檸檬湯、青檸帶子串燒蝦、西檸煎軟雞、中意檸檬鱔。Ricky更為嗜吃檸檬的周柏豪炮製米芝蓮級的檸檬撻                                                                                          |
| 025  | 2011年7月23日(101台) 2011年12月4日(100台)   | 牛肉                                  | Maria Cordero、李麗霞            | 尊貴的Chef Corner觀眾，為答謝大家的支持，今集特別送上跟各位一樣高貴的食材 ― 牛肉﹗牛絕對是食用動物中的大少爺，「食住行」花費不菲，所以化身成牛肉後，渾身揮發濃厚的味道，其他肉類絕對無與倫比﹗難得牛大少走進Chef Corner - |
| 026  | 2011年7月30日(101台) 2011年12月11日(100台)  | 豬                                    | 麥玲玲、黃婉曼                   | 廚師憑著一個大腦、一雙靈巧的手和一雙站穩住的腳來成就每一碟佳餚。「煮角」有見及此，今集就用豬頭、豬手和豬腳，跟廚師們一起「以形補形」。先有法式豬頭凍、配以中式富貴火腿打頭陣；繼有耳熟能詳的白雲豬手，力戰香茅話梅豬手。更會走訪香港首間西班牙火腿博物館達人 豬腳薑                                                           |
| 027  | 2011年8月6日(101台) 2011年12月18日(100台)   | 酒                                    | 陳柏宇、林奕匡                   | 「煮角」的廚師埋頭煎炒煮炸之際，總會「嗒番兩杯」，隨即靈感爆棚、口若懸海、全身充滿力量......酒不但可以令很多人「回魂」，煮菜時下一小杯酒，也會令餸菜的味道三級跳﹗今集我們的廚師團會選擇各有性格的酒，上演一場又一場「升級大法」﹗有聽過「怒族斜拉」                                                                          |
| 028  | 2011年8月13日(101台) 2011年12月25日(100台)  | 瓜                                    | 唐劍康、麻利亞                   | 一到夏季，又是瓜的天下，一班大廚以不同手法帶出瓜的不凡味道。RICKY 的「海鮮青瓜啫喱」清新有趣、肥仔的「水瓜烙」及CC的「百花釀節瓜」充滿家的感覺、劉晉的「話梅醉涼瓜」透心涼。徐蒝走訪有機農夫分享本地種植有機瓜果的喜樂，即席演譯不一樣的「瓜田李下」 「煨冬瓜」                                                               |
| 029  | 2011年8月20日(101台) 2012年1月2日(100台)    | 皮                                    | 李思蓓、梁敏儀、張嘉倫           | 講到「皮」這種食材，在你腦海中浮現的是什麼呢? 是春節母親炸的春卷嗎? 每早跟爸媽飲茶的蝦餃燒賣嗎? 細心一想，用皮包的食物，種類繁多，「梗有一款喺你左近」，今集一眾廚師會巧妙運用各種中西靚皮，做出燒賣、沙律海鮮卷、越式春卷、香芒焦糖蘋果酥 海鮮墨汁粉皮 錦滷雲吞                                                              |
| 030  | 2011年8月27日(101台) 2012年1月3日(100台)    | 馬鈴薯                                | 邵音音                           | 薯仔，一種無論貧窮、富有都可以嘗到，快食、盛宴都會出現的食材，薯仔滿足常人的腹，饕餮的舌，全球薯仔的煮法多不勝數，今集一眾廚師將會炮製西班牙薯仔蛋餅、比利時青口配炸薯條、焗薯、薯仔燜雞翼。Ricky更加會向難度挑戰，炮製神奇度達一百分的法國名菜–「炸薯波」                                                                    |
| 031  | 2011年9月3日(101台) 2012年1月4日(100台)     | 鹽                                    | 張堅庭                           | 鹽作為百味之鮮， 除了為食物帶來味道，亦可為菜色增添姿采。CC、肥仔、劉晉先為大家帶來「台式鹽酥雞」、「蒸鹹鮮」及「蒜心炒肴肉」；MARGARET及CHRISTIAN以矜貴的岩鹽及海鹽演繹造型特別的「懷石昆布鹽焗鮑魚」、「蟹肉蘋果拿破崙」。 「西班牙鹽焗魚」                                                                                 |
| 032  | 2011年9月10日(101台)                        | 中秋節應節食材                        |                                  | 一年容易又中秋，今集「煮角」一眾廚師，藉著中秋節，來一個大團圓。一邊把酒賞月、一邊繼續烹調美食。把中秋節應節食材，用不同菜式呈現出來；包括：「香煎釀金柚」、「芋頭芝士焗海鮮」、「栗子南瓜椰子西米露」、「紅月」等等...中西合壁過中秋。各廚師也大中秋餘興節目-燒烤                                                            |
| 033  | 2011年9月17日(101台) 2012年1月5日(100台)    | 蟹                                    | 梁奕倫、董敏莉                   | 蟹的味道清甜濃郁，一旦愛上就會心思思不能自拔，廚師團隊以不同形式為你帶出蟹的滋味。DENICE 、CC分別炮製「砵酒蟹」及「香辣蟹」惹味十足；RICKY的足料「焗蟹蓋」啖啖蟹肉，CHRISTIAN的「蟹肉蘋果拿破崙」創意十足。 元朝古菜「蟹鱉」                                                                                                  |
| 034  | 2011年9月24日(101台) 2012年1月6日(100台)    | 愛蓮說(蓮藕、蓮子、荷葉、荷花)        | 周汶錡                           | 荷花? 蓮花? 只可以遠觀，不可褻玩? 還是由頭到腳，處處是寶，皆可食用呢? 今集一眾廚師以蓮藕、蓮子、荷葉、荷花入饌，炮製各種特色新穎的菜式: 咕嚕蓮藕、四式釀蓮藕、甘露酥、蓮蓉焗西米布甸、古法糯米雞。嘉賓更加有「人比荷花嬌」的周汶錡，品嚐西門慶致敬菜式: 「藕」遇「蠔」情                                                      |
| 035  | 2011年10月1日(101台) 2012年1月9日(100台)    | 墨魚、魷魚、八爪魚                    | 范振鋒                           | 大家對八爪魚、墨魚及魷魚這個海洋三兄弟看似很熟悉，但究竟有多少人能夠分辨牠們呢？今集《煮角》有Ricky、Chris及劉晉化身「Chok Chok三兄弟」，利用這三種食材炮製「西班牙白豆炒魷魚」、「毛里裘斯炸墨魚」和「燒八爪魚沙律」； 半乾濕魷魚 古希臘科學家伊拉希斯特拉圖斯以古方煮墨魚                                                   |
| 036  | 2011年10月8日(101台) 2012年1月10日(100台)   | 胡椒                                  | 盧覓雪                           | 「胡椒」自古已是最受歡迎及最貴重的香料，堪稱香料之王，今集廚師團隊會將胡椒玩得出神入化，煮成不同菜色。RICKY的「港式黑椒汁」惹味濃郁、CC的「胡椒酸菜豬肚雞煲」香辣暖胃、DENICE的「胡椒芝士蛋糕」創意十足，還有肥仔教你輕鬆炮製「白胡椒蝦煲」 「法式黑椒牛柳」                                                                  |
| 037  | 2011年10月15日(101台) 2012年1月11日(100台)  | 愛情                                  | 林莉                             | 愛就是... 今集一眾廚師會利用各種佳餚譜出一段愛情故事，從兩個人邂逅、曖昧、熱戀、執到維繫，都會以菜式呈現各位的眼前。 |
| 038  | 2011年10月22日(101台) 2012年1月12日(100台)  | 壽筵喜酌                              | 劉健威、盧覓雪、洪永城           | 「炸蟹鉗」 「紅豆沙」 「鴻圖伊麵」 「干戈玉帛」及「冰釋前縑」 「發財好市」 「當紅炸子雞」 「鴻運乳豬」 |
| 039  | 2011年10月29日(101台) 2012年1月13日(100台)  | 最喜愛的食材                          | 陳炳銓(旁白兼嘉賓)               | 煮角前傳 三十多種食材，三十多個星期，廚師團體在「煮角」內炮製各種佳餚之外，更與觀眾分享煮食的樂趣，對「食」的要求。美食的世界，就如藝術世界，美麗而需要品味。究竟這個世界從可而來? 廚師團隊的友誼從可而起? 鏡頭內外，台前幕後的拍攝情況，還有多道廚師們心中的至愛菜式，如: 清酒番茄、豆腐餃子等等，今集都會一一呈現大家眼前。 |
| *    | 2011年12月18日(101台) 2011年12月24日(100台) | 聖誕節特輯                            | Mandy Lieu、黃婉曼、馬啟仁、農夫 | 一班煮角過聖誕 |
| 040  | 2012年2月4日(101台) 2012年2月18日(100台)    | <Season 2> 我的早餐                   | 王賢誌                           | 「一手早晨全餐」 「乾隆早膳攢盤」 「小煮角大招募」面試情況 |
| 041  | 2012年2月11日(101台) 2012年2月25日(100台)   | 漫遊罐頭世界                          |                                  | 「罐頭海鮮沙律」 「鮮淮山午餐肉餅」 介紹四位「小煮角」 |
| 042  | 2012年2月18日(101台) 2012年3月3日(100台)    | 戀戀鍋物                              | 陳啟泰                           | 「瑞士椰菜什肉煲」 「啫啫排骨煲」 香港碩果僅存的手打銅煲店 周朝煲仔飯「淳母」 「小煮角」(第一集)西式番茄釀蛋 |
| 043  | 2012年2月25日(101台) 2012年3月10日(100台)   | 黑色誘惑                              |                                  | 「芝麻卷」 「BLACK PUDDING」 「黑蒜汁三文魚柳」 「醉烏雞」 「紅酒燴冬菇」（由劉紫迎Karen主理） 「小煮角」(第二集)豉椒炒牛河 |
| 044  | 2012年3月3日(101台) 2012年3月17日(100台)    | 醃物                                  | 李力持、馮幸詩                   | 在沒有雪櫃的遠古時代，我們的祖先為了覓食而疲於奔命。直到他們發現可以用鹽、糖、醋等技巧醃製多餘的食物，才開始有餘暇去「做大事」，發展出現代文明。 今集嘉賓李力持將會以大無畏精神，品嘗Ricky精心炮製的「墳墓三文魚」﹗ 「小煮角」(第三集)學習上乘切功                                                                           |
| 045  | 2012年3月10日(101台) 2012年3月24日(100台)   | 兒童食物滋味                          |                                  | 「小煮角」中期考試 預告五月在澳門美高梅舉行「小煮角」至尊大賽 |
| 046  | 2012年3月17日(101台) 2012年3月31日(100台)   | 農家菜                                | 鄧達智                           | 「白豆燉肉」及「日式田舍煮」 傳統客家菜宴 「小煮角」(第四集)「發打」基本功 |
| 047  | 2012年3月24日(101台) 2012年4月7日(100台)    | 卵                                    | 連詩雅                           | 「雙子黑豚天使麵」及「日式海膽茶碗蒸」 烏魚子、鵪鶉蛋及魚子醬 滿漢全席的「日月生輝」 「小煮角」(第五集)「搓」出手打意粉 |
| 048  | 2012年3月31日(101台) 2012年4月14日(100台)   | 點心                                  | 路芙、梁棨寧                     | 「英式下午茶」 點心師傅默默耕耘的工作 「灌湯餃」（由劉紫迎Karen主理） 「法國國王餅」 「小煮角」(第六集) |
| 049  | 2012年4月7日(101台) 2012年4月21日(100台)    | 一菜多吃                              | 盧覓雪                           | 所以近年廚師界就提倡「Nose to tail」的概念，即是用盡食材的每一部分，食盡其材 「小煮角」第二次考試 |
| 050  | 2012年4月14日(101台) 2012年4月28日(100台)   | 臭物                                  | 潘杰寧                           | 臭芝士及「藍芝士汁烤雞胸」 「榴槤一口」 臭豆腐 「魟魚生死戀」 瑞典的天下第一臭「Surströmming」 「小煮角」(第七集)鹹蛋肉餅蒸飯 |
| 051  | 2012年4月21日(101台) 2012年5月5日(100台)    | 生果                                  | 張學潤                           | 「山竹牛肉」 「菠蘿雞」 「法式血橙鴨胸」和「老少木瓜沙律」 《白雪公主毒蘋果》 「小煮角」(第八集)就請來法國廚師Elie Khalife教授水煮蝦 |
| 052  | 2012年4月28日(101台) 2012年5月12日(100台)   | 宵夜                                  |                                  | 「小煮角」(最後一集)「油浸」做出嫩滑雞胸 「芝士火腿香檳法包」、「潮式凍魚」及「蠔仔肉碎粥」 RICKY跟劉晉、肥仔到鐵皮大牌檔齊嘆風味小菜 DENICE、CC及徐蒝則到樓上清酒吧細意品嚐清酒滋味 廚師團隊相約齊齊吃火鍋 |
| 053  | 2012年5月5日(101台) 2012年5月19日(100台)    | 煮角「濠」吃團(主持：張錦祥(Ricky))   | 鄭相賢                           | 「小煮角至尊大賽」備戰實錄 |
| 054  | 2012年5月12日(101台) 2012年5月26日(100台)   | 「小煮角至尊大賽」(2小時加長版本)     | 盧覓雪                           | 小煮角終極比賽正式開始! 四位小煮角走出香港遠赴澳門五星級酒店專業廚房，進行三場考急才、考合作、考耐力，考廚藝的比賽，究竟經過十幾個星期的訓練，他們能否將個人的實力盡情發揮。切傷，燙傷的情況會否再度發生? 最終賽果是眾望所歸還是令人喜出望外? 密切留意，「小煮角終極比賽」，濠江一決高下!                                     |
| 055  | 2012年5月19日(101台) 2012年6月2日(100台)    | 湯水                                  | 馬詩慧                           | 羅宋湯 粟米魚蓉魚肚羹 馬賽魚湯 高湯與冬蔭功 「Tomato Pepper Rasam」 源自200年前英國的湯水 |
| 056  | 2012年5月26日(101台) 2012年6月9日(100台)    | 香腸的誘惑                            | 梁榮忠                           | 「德國香腸拼盤」 「玫瑰紅腸炒雜絲」 「白麵豉醬泡菜熱狗」 「西班牙腸釀春雞」 宋朝皇帝生日所吃的「炙金腸」 |
| 057  | 2012年6月2日(101台) 2012年6月16日(100台)    | 豆類                                  | 劉玉翠                           | 以紅腰豆及長豆角帶出墨西哥及湖南風情 以蘭度豆演繹尼泊爾特色咖喱 豆豉快炒香辣豆豉雞 有機農莊摘豆 以眉豆及花生做客家茶粿 |
| 058  | 2012年6月9日(101台) 2012年6月23日(100台)    | 皮(動物的皮及果實的皮)                | 吳文忻                           | 家常片皮鴨 炮製豬皮蘿蔔 百年陳皮 RICKY以名廚ICON菜迎接嘉賓吳文忻，今後齊齊忘記膽固醇，盡享皮的美味。 |
| 059  | 2012年6月16日(101台) 2012年6月30日(100台)   | 花饌                                  | 朱薰                             | 「桂花茉莉煙黃花魚」及「洛神花果凍伴無花果」 「三色堇曲奇」 「醉辣花蛋」 墨西哥經典名著《巧克力情人》的「玫瑰花瓣醬煮鵪鶉」 |
| 060  | 2012年6月23日(101台) 2012年7月7日(100台)    | 醬汁(東方)                            | 梁祖堯                           | 「芝麻醬」、「日式照燒醬」與「五味醬」來個「混醬烤雞」 「鹹魚蓉XO醬」 廚師Hudson則會示範家鄉菜色－「印尼沙嗲雞肉串」 徐蒝以《食經》的方法，給嘉賓梁祖堯炮製一個古代芥醬配古法Sashimi |
| 061  | 2012年6月30日(101台) 2012年7月14日(100台)   | 醬汁(西方)                            | 譚小環                           | RICKY先以白汁及Bearnaise Sauce 帶你享受法國風情 DENICE就用兩款BBQ Sauce令Ricky重拾燒烤樂趣 劉晉教你自製中東經典Harissa sauce 嘉賓譚小環帶備Tequila到訪，配襯徐蒝的墨西哥仙人掌sauce |
| 062  | 2012年7月7日(101台) 2012年7月21日(100台)    | 內臟                                  | 蔣怡                             | 「Caillette」 「豬雜面」 「炒牛生雜」 「馬面剝皮魚配魚肝柚子汁」 「Haggis」 |
| 063  | 2012年7月14日(101台) 2012年7月28日(100台)   | 貝中鮮(貝類)                          | 楊崢                             | 「香草蠔油汁煮象拔蚌」 香港珍珠養殖 「水晶宮」 楊綺雯「番茄蜆湯」 「Molly Malone Vol-au-vent」 |
| 064  | 2012年7月21日(101台) 2012年8月4日(100台)    | 我為醋狂                              | 焦媛                             | 「燴鹿肉」 「醋豆醃蝦」 「鎮江骨」 「鯖魚板壓壽司」 「Four Thieves Vinegar烤雞」 |
| 065  | 2012年7月28日(101台) 2012年8月11日(100台)   | 香草。香料                            | 周俊偉、蔣祖曼                   | 「香草羊肉卷」 「香草麵包」 Gabriel Choi「鹽焗全魚」 自製「七味粉」 「秘香雞」 |
| 066  | 2012年8月4日(101台) 2012年8月18日(100台)    | 下酒菜                                | 彭家麗、彭國樑                   | 「Gougere」 「Gambas Pil Pil」 「金錢雞」 「白麵豉池魚漬」 「Dolmathakia」 |
| 067  | 2012年8月11日(101台) 2012年8月25日(100台)   | 堅果                                  | 梁思浩、陳彥行、Kawaii           | 「Kafta肉丸」 有機種植花生 「欖仁Pesta Sauce」 「日式杏仁蛋卷配花生炸蝦」 「野雞Fesenjan」 |
| 068  | 2012年8月18日(101台) 2012年9月1日(100台)    | 「小煮角」回歸                        |                                  | 煮角 x 小煮角 「小煮角」考廚師團隊 |
| 069  | 2013年4月21日(101台)                        | <Season 3> 新[煮角]登場, 福食廚師世界 |                                  | 新[煮角]登場, 今集《煮角》以廚師為本，探討不同廚師的成「廚」之路，更首次公開廚師的創意「福食」。 |
| 070  | 2013年4月28日(101台)                        | 植物油                                | 孫佳君                           | 今次我們一班最愛「集油」的廚師會煮盡不同的植物油！Margaret更會用自家製花生油煮出《金瓶梅》中的「燒骨朵」招呼嘉賓孫佳君。看完今集《煮角》，保證令大家意「油」未盡！ |
| 071  | 2013年5月5日(101台)                         | 葡萄                                  | 戚黛黛                           | 今集Christian、Margaret親自帶大家去到澳洲葡萄酒莊尋找箇中真諦，學習美酒與美食間的相輔相承。 Gabriel 更會為嘉賓戚黛黛示範以中東著名甜品Om Ali為骨幹的改良版中東葡萄乾甜品。 |
| 072  | 2013年5月12日(101台)                        | 牛                                    | 林嘉華                           | |
| 073  | 2013年5月12日(101台)                        | 鮮（UMAMI）                           |                                  | |
| 074  |                                             | FUSION菜                              |                                  | 今集Margaret及Christian會到訪澳洲各地體驗如何吃得Fusion! Ricky會以「夏威夷豪華便當」招呼嘉賓「田雞」田啟文；煮食無分國界，盡在今集《煮角》！ |
| 075  |                                             | 泰國菜                                | 盧覓雪                           | 張錦祥、鄭相賢 |
| 076  |                                             | 嗒糖                                  |                                  | 一班主持會四處「嗒糖」，Ricky會炮製「英女皇蛋糕」，為「周老闆」(金剛)、「無牙三姑」(陳慕賢)及「拉表叔」(馮志豐) 慶祝他們的廣播劇誕生45周年! |
| 077  |                                             | 腩                                    |                                  | |
| 078  |                                             | 番薯                                  |                                  | 番薯，易生易養，縱使樣貌平庸，但營養豐富，味道更加是甜中帶有一股果仁的香，所以自古之今都深得窮人及健康人士的喜愛。Ricky更會炮製已失傳的粵菜 – 番薯扣大鱔，以招待嘉賓曹查理。 |
| 079  |                                             | 煙燻                                  | 徐家傑                           | 《煮角》忠告市民：食煙...燻菜會加速口水分泌，禍及家人，令大家欲罷不能！徐蒝為親哥哥兼今屆香港電影金像獎最佳新人獎得主徐家傑特別炮製的「燻豆腐臘肉卷」，一起「煙霧瀰漫」！ |
| 080  |                                             | 穀物                                  |                                  | 穀物多姿多采，由常見的稻米、小麥、大麥; 到源遠流長的小米、蕎麥; 以至今天大熱的藜麥、野米。嘉賓彭晴更有機會親嚐Ricky炮製，源自中國第一位御廚 – 彭祖的名菜《雉羹》。 |
| 081  |                                             | 群雞集地球                            |                                  | Gabriel會重現上世紀「現代廚藝之父」法國廚神Fernand Point的經典菜，以豬膀胱烹煮法國國雞的「Poulet de Bresse en Vessie」招呼嘉賓李志剛。 |
| 082  |                                             | 法國                                  |                                  | 想知道法國料理達到世界神級地位的秘密？CHRISTIAN今集遊走巴黎的大街小巷，為你揭開法國美味的元素！CHRISTIAN拜訪法國甜品界的「畢加索」，一探世界級甜品大師如何調配最美味的馬卡龍！ |
| 083  |                                             | 德國                                  |                                  | RICKY獨遊德國尋找男人獨有的浪漫！美酒、佳人缺一不可，樂而忘返的RICKY一邊暢遊德國內卡河、一邊寫意煮出地道名菜「德國煎腸伴薯餅」，歡迎你跟RICKY一齊享受德國之旅。 |
| 084  |                                             | 情迷朱古力                            |                                  | 世上有太多人對朱古力充滿愛，今次一班廚師團隊會教大家以一個全新角度去喜愛Chocolate！Christian更會重現飲食界歷史上其中一道最早出現的朱古力菜色 - 「朱古力炸小牛肝」，到底會否令到嘉賓丘凱敏欲罷不能呢？ |
| 085  |                                             | 辣                                    |                                  | |
| 086  |                                             | 我的心靈食物                          |                                  | |
| 087  |                                             | 薑                                    |                                  | |
| 088  |                                             | 名廚                                  |                                  | |
| 089  |                                             | 前菜                                  |                                  | |
| 090  |                                             | 又到中秋                              |                                  | |
| 091  |                                             | 手與足                                |                                  | |
| 092  |                                             | 胸談                                  |                                  | |
| 093  |                                             | 毒物                                  |                                  | |
| 094  |                                             | 愛你一萬年                            | 盧覓雪                           | Season 3 Finish |
| 095  |                                             | 煮角回歸                              |                                  | Season 4 Start |
| 096  |                                             | 感官饗宴                              |                                  | |
| 097  |                                             | 醜                                    |                                  | |
| 098  |                                             | 國宴                                  |                                  | |
| 099  |                                             | 血                                    |                                  | |
| 100  |                                             | 滿漢全席                              |                                  | |
| 101  |                                             | 識情男女                              |                                  | |
| 102  |                                             | 初生                                  |                                  | |
| 103  |                                             | 新年                                  |                                  | |
| 104  |                                             | 甜品                                  |                                  | |
| 105  |                                             | 骨中之骨                              |                                  | |
| 106  |                                             | 食。玩                                |                                  | |
| 107  |                                             | 經典                                  |                                  | |

## 「煮」角廚師團隊
- 張錦祥 (Ricky) （第1集－）
- 徐蒝 (Margaret) （第1集－）
- 凌瓏菲 (Celina) （第1集－）；2013年5月前稱凌穎詩（CC）
- 馮嘉僑 (Fatboy) （第1集－第68集，第四季－；曾經轉投無綫電視）
- 劉晉 （第1集－第三季；轉投無綫電視）
- 鄭相賢 (Tony) （第2集－）
- 韋兆嫻 (Denice)（第29集－第68集；轉投無綫電視）
- 楊尚友 (Christian)（第29集－第39集，第69集－）
- Vivian Herijanto（第29集－第39集）
- 蔡家富 (Gabriel)（第65集；第69集－）
- 朱嘉盈 (Norma)（第69集－）
- 陳啟華 (Vito)（第四季－）
- 盧覓雪 (Michelle)（第四季－）

## 小「煮」角導師團隊
- 蔡家富(Gabriel Choy)(Western Chef & Food Consultant)（第一至第四季）
- 張錦祥(Ricky Cheung)(French Executive Chef)（第一至第四季）
- 鄭相賢(Tony Cheng)(Western Chef)（第三季完）
- 楊尚友(Christian Yang)(Modernist Chef)（第一至第四季）
- 韋兆嫻(Denice Wai)(Executive Chef Specializing in Fusion)（第三季完）
- 徐蒝(Xu Yuan)（第三季完）
- 劉晉(Lau Chun)(Expert In Ingredients)（第三季完）

## 小「煮」角參賽者
- 林晉霆（Ryan；第一季冠軍）
- 陳亮（Leo Chan；第一季第二名）
- Pien van Westendorp（第一季第三名）
- 呂靄悅（Clarissa；第一季第四名；第三季参與敗部復活賽並晉級，冠軍）
- 羅韻蕎（Ankie；第二季在個人挑戰賽率先晉級，冠軍）
- 廖進曦（Cyrus；第二季亞軍；第三季参與敗部復活賽並晉級，亞軍）
- 劉浚霆（Trevor；第二季第三名；第三季参與敗部復活賽被淘汰）
- 馬苡（Ekata；第一季曾面試；第二季在個人挑戰賽率先晉級，第四名；第三季参與敗部復活賽被淘汰）
- 杜悅童（Emma；第二季在團體挑戰賽遭到淘汰，第五名）
- 金紹明（Daniel；第二季在團體挑戰賽遭到淘汰，第六名）
- 莫翊顥（Marco；第三季季軍）
- 鄭天琛（Ally；第三季第四名）
- 楊朗霆（Issac；第三季第五名）
- 連花（Kanika；第三季第六名）
- 何祥熙（Andre；第三季第七名）
- 曾曉楠（Hula；第三季第八名）

小煮角 2018
- 李澤欣（Ariko；第四季冠軍，Gabriel Team）
- 張穎僑（Maya；第四季亞軍，Christian Team）
- 顧欣欣（欣欣；第四季季軍，Christian Team）
- 黃子欣（Nana；第四季第四名，Gabriel Team）
- 林致遠（致遠；第四季第五名，Gabriel Team）
- 袁潁蕎（潁蕎；第四季第六名，Christian Team）

## 每集內容（小「煮」角）
| 集數 | 播映日期                                   | 內容         | 嘉賓及主題 |
| 001  | 2012年8月25日(101台) 2012年9月8日(100台)   | 小煮角大招募 | 嘉賓:羅霖 |
| 002  | 2012年9月1日(101台) 2012年9月15日(100台)   | 小煮角訓練營 | 全新一季《小煮角》，六名入選者誕生 |
| 003  | 2012年9月8日(101台) 2012年9月22日(100台)   | 承           | 教授法國傳統名菜焗釀蝸牛，美食鑑賞家Michelle，帶領三名小煮角品嘗星級法國菜，克服常人對法國菜的恐懼。而「食品科學專家」GABRIEL帶領第一代小煮角，從科學角度，看食品，提升他們的廚藝知識。 |
| 004  | 2012年9月15日(101台) 2012年9月29日(100台)  | 缺           | |
| 005  | 2012年9月22日(101台) 2012年10月6日(100台)  | 通           | |
| 006  | 2012年9月29日(101台) 2012年10月13日(100台) | 鬥           | |
| 007  | 2012年10月6日(101台) 2012年10月20日(100台) | Chef Table   | 嘉賓:梁思浩、陳彥行、周汶錡、黃佩霞及李志剛(本節目在香港海洋公園舉行 |

### 第四季（2018）
| 集數 | 播映日期       | 內容                             | 嘉賓及主題                   |
| 001  | 2018年10月15日 | 入圍賽：6位參賽者強勢誕生        |                              |
| 002  | 2018年10月16日 | 入圍賽：6位參賽者強勢誕生        |                              |
| 003  | 2018年10月17日 | 分組賽：Christian VS Gabriel     |                              |
| 004  | 2018年10月18日 | Lesson 1：雞胸                   | 嘉賓：葛民輝                 |
| 005  | 2018年10月19日 | Lesson 1：雞胸                   | 嘉賓：葛民輝                 |
| 006  | 2018年10月22日 | Lesson 2：魚（龍脷魚）           | 嘉賓：吳耀漢、吳嘉龍         |
| 007  | 2018年10月23日 | Lesson 2：魚（龍脷魚）           | 嘉賓：吳耀漢、吳嘉龍         |
| 008  | 2018年10月24日 | Lesson 3：澱粉質（Gnocchi）      | 嘉賓：鄭欣宜                 |
| 009  | 2018年10月25日 | Lesson 3：澱粉質（Gnocchi）      | 嘉賓：鄭欣宜                 |
| 010  | 2018年10月26日 | Lesson 4（淘汰賽 6 > 5）：蝦湯   |                              |
| 011  | 2018年10月29日 | Lesson 4（淘汰賽 6 > 5）：蝦湯   |                              |
| 012  | 2018年10月30日 | Lesson 5：牛扒                   | 嘉賓：陳志雲                 |
| 013  | 2018年10月31日 | Lesson 5：牛扒                   | 嘉賓：陳志雲                 |
| 014  | 2018年11月1日  | 四強淘汰賽：復刻 Lesson 1-5 菜式 |                              |
| 015  | 2018年11月2日  | 四強淘汰賽：復刻 Lesson 1-5 菜式 |                              |
| 016  | 2018年11月5日  | Lesson 6：甜品                   | 嘉賓：江若琳                 |
| 017  | 2018年11月6日  | Lesson 6：甜品                   | 嘉賓：江若琳                 |
| 018  | 2018年11月7日  | Special Lesson：極級中菜訓練班   | 嘉賓：Yan Can Cook 甄文達    |
| 019  | 2018年11月8日  | 四進二淘汰賽：參賽者自選菜式     | 嘉賓：盧覓雪                 |
| 020  | 2018年11月9日  | 四進二淘汰賽：參賽者自選菜式     | 嘉賓：盧覓雪                 |
| 021  | 2018年11月12日 | 四進二淘汰賽：參賽者自選菜式     | 嘉賓：盧覓雪                 |
| 022  | 2018年11月13日 | 總決賽：終極台灣之旅             | 嘉賓：盧覓雪、胡天蘭、彭勝東 |
| 023  | 2018年11月14日 | 總決賽：終極台灣之旅             | 嘉賓：盧覓雪、胡天蘭、彭勝東 |
| 024  | 2018年11月15日 | 總決賽：終極台灣之旅             | 嘉賓：盧覓雪、胡天蘭、彭勝東 |
| 025  | 2018年11月16日 | 總決賽：終極台灣之旅             | 嘉賓：盧覓雪、胡天蘭、彭勝東 |